# 漯河站
漯河站是一个铁路车站，经过线路有京广铁路、孟宝铁路、漯阜铁路。该站位于河南省漯河市源汇区公安街，建于1903年，目前为武汉局集团直属的一等站。目前客运：办理旅客乘降；行李、包裹托运；货运：办理整车、零担货物发到；办理整车货物承运前保管；办理集装箱业务；不办理整车爆炸品及整车一级氧化剂发到。支持人脸识别进站。

## 历史
2021年7月21日，受河南省特大暴雨影响，武汉去往郑州方向的多数列车停运。武铁各站迅速启动恶劣天气客运组织应急预案，及时加开武汉至漯河西G9366/5次、G9368/7次2对高铁方便旅客出行，降低雨灾天气对铁路运输带来的影响。

## 车站布局

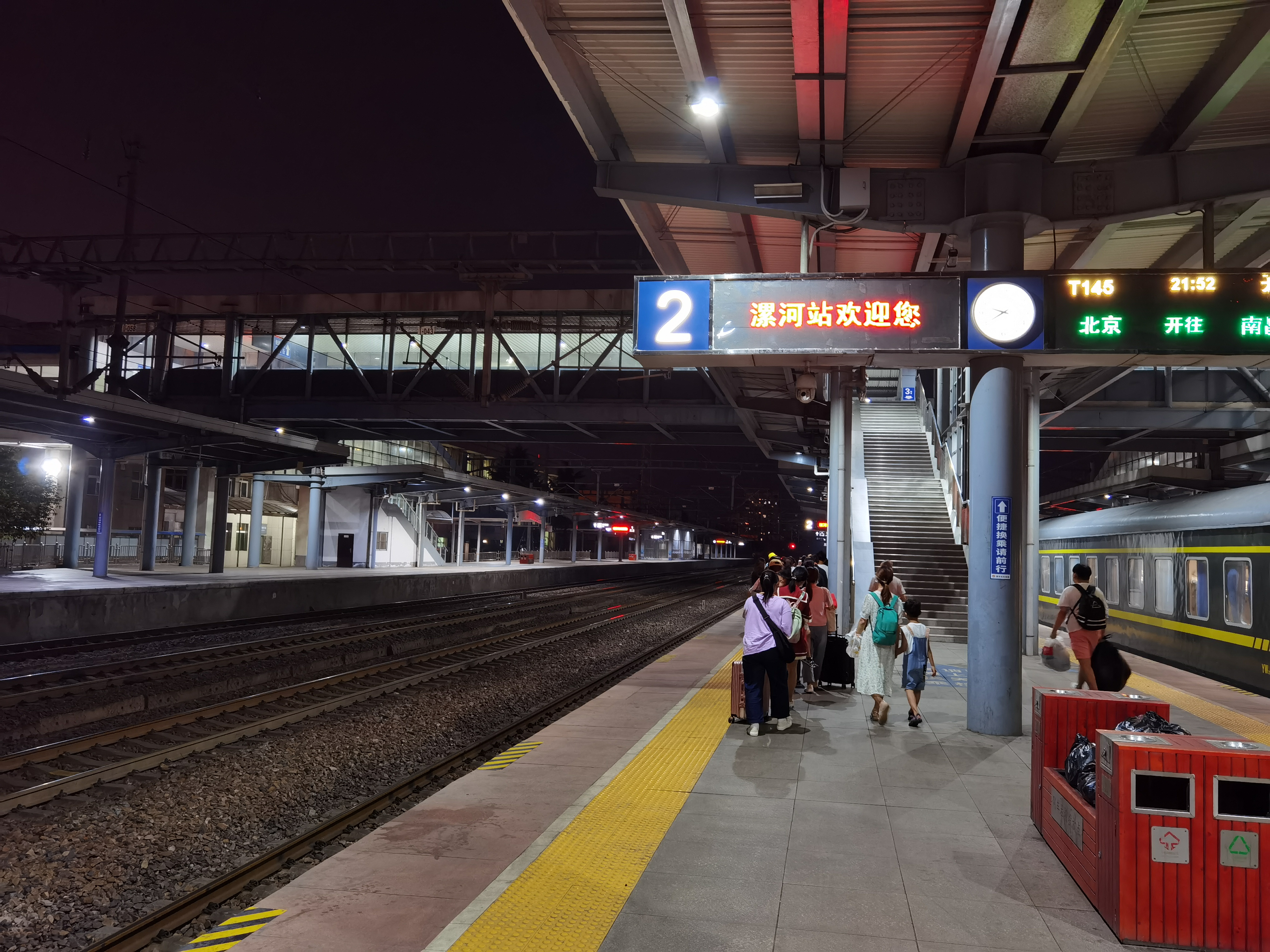
站台夜景

| 西↑      | 站前广场                                    |       |       |
| 站场布局 | 1站台                                       | 1站台 | 1站台 |
| 站场布局 | ⑷股道（到发线）                             |       |       |
| 站场布局 | II股道（京广铁路上行正线）→                 |       |       |
| 站场布局 | ←I股道（京广铁路下行正线）                  |       |       |
| 站场布局 | ⑶股道（到发线）                             |       |       |
| 站场布局 | 2站台                                       |       |       |
| 站场布局 | 3站台                                       |       |       |
| 站场布局 | ⑸股道（到发线）                             |       |       |
| 站场布局 | ⑺股道（到发线）                             |       |       |
| 站场布局 | 4站台                                       |       |       |
| 站场布局 | 5站台                                       |       |       |
| 站场布局 | ⑼股道（到发线）                             |       |       |
| 站场布局 | ⑾股道（孟宝铁路下行正线、漯阜铁路上行正线） |       |       |
| 站场布局 | ⒀股道（机走线）                             |       |       |
| 站场布局 | ⒂股道（孟宝铁路上行正线、漯阜铁路下行正线） |       |       |
| 站场布局 | ⒄股道（到发线）                             |       |       |
| 站场布局 | 6站台                                       |       |       |
|          |                                             |       |       |

## 下辖场站所
漯河站行政组织由中国铁路武汉局集团有限公司直属，属其下辖运输站段中的车务机构。截至2021年，车站下辖场站有:35-36：
- 京广高速铁路1站：漯河西站，2012年9月交车站管理。
- 京广铁路1站：孟庙站，2004年1月交车站管理。